# High Callerton
High Callerton är en ort i civil parish Ponteland, i grevskapet Northumberland i England. Orten är belägen 15 km från Morpeth. High Callerton var en civil parish 1866–1955 när det uppgick i Ponteland. Civil parish hade 93 invånare år 1951.